# Tiro ai III Giochi europei
Le gare di tiro a segno e tiro a volo ai II Giochi europei sono state disputate a Cracovia tra il 22 giugno e il 2 luglio 2023.

## Podi

### Uomini
| Evento                        | Oro                                                            | Argento                                                    | Bronzo                                                               |
| Carabina                      |                                                                |                                                            |                                                                      |
| 10 m aria compressa           | Danilo Sollazzo                                                | Maximilian Ulbrich                                         | Jiří Přívratský                                                      |
| 50 m 3 posizioni              | Zalán Pekler                                                   | Jiří Přívratský                                            | Alexander Schmirl                                                    |
| 10 m aria compressa a squadre | Ungheria Zalán Pekler Istvan Peni Soma Hammerl                 | Croazia Josip Sikavica Miran Maričić Petar Gorsa           | Austria Andreas Thum Martin Strempfl Alexander Schmirl               |
| 50 m 3 posizioni a squadre    | Ungheria Soma Hammerl Istvan Peni Zalán Pekler                 | Rep. Ceca Frantisek Smetana Jiri Privratsky Petr Nymbursky | Serbia Milutin Stefanovic Milenko Sebic Lazar Kovacevic              |
| Pistola                       |                                                                |                                                            |                                                                      |
| 10 m aria compressa           | İsmail Keleş                                                   | Maximilian Ulbrich                                         | Jiří Přívratský                                                      |
| 25 m automatica               | Clement Bessaguet                                              | Christian Reitz                                            | Martin Podhráský                                                     |
| 10 m aria compressa a squadre | Germania Christian Reitz Michael Schwald Robin Walter          | Turchia Bugra Selimzade Ismail Keles Yusuf Dikec           | Italia Federico Maldini Paolo Monna Massimo Spinella                 |
| 25 m automatica a squadre     | Francia Clement Bessaguet Yan Chesnel Jean Quiquampoix         | Rep. Ceca Martin Podhrasky Matej Rampula Martin Strnad     | Italia Riccardo Mazzetti Andrea Morassut Massimo Spinella            |
| Tiro a volo                   |                                                                |                                                            |                                                                      |
| Trap                          | Mauro De Filippis                                              | Vladimir Stepan                                            | Rickard Levin Andersson                                              |
| Skeet                         | Marcus Svensson                                                | Dainis Upelnieks                                           | Eetu Kallioinen                                                      |
| Trap a squadre                | Croazia Anton Glasnovic Francesco Ravalico Giovanni Cernogoraz | Slovacchia Erik Varga Marian Kovacocy Adrian Drobny        | Portogallo Joao Azevedo Jose Bruno Faria Armelim Coelho Rodrigues    |
| Skeet a squadre               | Finlandia Eetu Kallioinen Tommi Takanen Timi Vallioniemi       | Italia Gabriele Rossetti Tammaro Cassandro Elia Sdruccioli | Grecia Charalampos Chalkiadakis Nikolaos Mavrommatis Efthymios Mitas |

### Donne
| Evento                        | Oro                                                                | Argento                                                         | Bronzo                                                       |
| Carabina                      |                                                                    |                                                                 |                                                              |
| 10 m aria compressa           | Nina Christen                                                      | Kamila Novotná                                                  | Océanne Muller                                               |
| 50 m 3 posizioni              | Jenny Stene                                                        | Natalia Kochańska                                               | Seonaid McIntosh                                             |
| 10 m aria compressa a squadre | Svizzera Nina Christen Audrey Gogniat Chiara Leone                 | Norvegia Jeanette Duestad Milda Haugen Jenny Stene              | Polonia Aneta Stankiewicz Julia Piotrowska Natalia Kochańska |
| 50 m 3 posizioni a squadre    | Norvegia Jeanette Duestad Mari Lovseth Jenny Stene                 | Svizzera Nina Christen Sarina Hitz Chiara Leone                 | Germania Jolyn Beer Lisa Müller Anna Janssen                 |
| Pistola                       |                                                                    |                                                                 |                                                              |
| 10 m aria compressa           | Klaudia Breś                                                       | Camille Jedrzejewski                                            | Olena Kostevyč                                               |
| 25 m automatica               | Anna Korakaki                                                      | Antoaneta Kostadinova                                           | Doreen Vennekamp                                             |
| 10 m aria compressa a squadre | Germania Josefin Eder Sandra Reitz Doreen Vennekamp                | Francia Camille Jedrzejewski Mathilde Lamolle Celine Goberville | Italia Sara Costantino Chiara Giancamilli Maria Varricchio   |
| 25 m automatica a squadre     | Ucraina Olena Kostevyč Anastasiia Nimets Yuliiya Korostylova       | Polonia Joanna Wawrzonowska Klaudia Bres Julita Borek           | Germania Doreen Vennekamp Michelle Skeries Sandra Reitz      |
| Tiro a volo                   |                                                                    |                                                                 |                                                              |
| Trap                          | Jessica Rossi                                                      | Satu Mäkelä-Nummela                                             | Jana Špotáková                                               |
| Skeet                         | Martina Bartolomei                                                 | Emmanouela Katzouraki                                           | Nadine Messerschmidt                                         |
| Trap a squadre                | Italia Jessica Rossi Giulia Grassia Silvana Stanco                 | Turchia Dilara Kizilsu Rumeysa Kaya Safiye Temizdemir           | Germania Sarah Bindrich Bettina Valdorf Kathrin Murche       |
| Skeet a squadre               | Italia Martina Bartolomei Chiara Di Marziantonio Simona Scocchetti | Slovacchia Monika Stibrava Vanesa Hockova Danka Bartekova       | Rep. Ceca Anna Sindelarova Martina Skalicka Barbora Sumova   |

### Gare miste
| Evento              | Oro                                          | Argento                                             | Bronzo                                       |
| Carabina            |                                              |                                                     |                                              |
| 10 m aria compressa | Ungheria Zalán Pekler Eszter Mészáros        | Spagna Paula Grande Martínez Jesús Oviedo Berenguer | Italia Dennis Sollazzo Sofia Ceccarello      |
| 50 m 3 posizioni    | Svizzera Jan Lochbihler Nina Christen        | Austria Andreas Thum Sheileen Waibel                | Norvegia Jenny Stene Simon Claussen          |
| Pistola             |                                              |                                                     |                                              |
| 10 m aria compressa | Italia Paolo Monna Sara Costantino           | Armenia Benik Khlghatyan Elmira Karapetyan          | Bulgaria Antoaneta Kostadinova Samuil Donkov |
| 25 m automatica     | Ucraina Pavlo Korostylov Yuliiya Korostylova | Rep. Ceca Matej Rampula Alzbeta Dedova              | Norvegia Ole Aas Ann Aune                    |
| Tiro a volo         |                                              |                                                     |                                              |
| Trap                | Italia Giovanni Pellielo Jessica Rossi       | Gran Bretagna Matthew Coward-Holley Lucy Hall       | Italia Mauro De Filippis Giulia Grassia      |
| Skeet               | Italia Gabriele Rossetti Simona Scocchetti   | Cipro Andreas Chasikos Anastasia Eleftheriou        | Gran Bretagna Amber Rutter Ben Llewellin     |

## Medagliere
| Pos.   | Paese         | Oro | Argento | Bronzo | Totale |
| ------ | ------------- | --- | ------- | ------ | ------ |
| 1      | Italia        | 9   | 1       | 5      | 15     |
| 2      | Ungheria      | 4   | 0       | 0      | 4      |
| 3      | Svizzera      | 3   | 1       | 0      | 4      |
| 4      | Germania      | 2   | 3       | 5      | 10     |
| 5      | Francia       | 2   | 2       | 1      | 5      |
| 6      | Norvegia      | 2   | 1       | 2      | 5      |
| 7      | Ucraina       | 2   | 0       | 1      | 3      |
| 8      | Polonia       | 1   | 2       | 1      | 4      |
| 9      | Turchia       | 1   | 2       | 0      | 3      |
| 10     | Finlandia     | 1   | 1       | 1      | 3      |
| 10     | Grecia        | 1   | 1       | 1      | 3      |
| 12     | Svezia        | 1   | 0       | 1      | 2      |
| 12     | Croazia       | 1   | 0       | 1      | 2      |
| 14     | Rep. Ceca     | 0   | 5       | 3      | 8      |
| 15     | Slovacchia    | 0   | 3       | 1      | 4      |
| 16     | Gran Bretagna | 0   | 1       | 2      | 3      |
| 16     | Austria       | 0   | 1       | 2      | 3      |
| 18     | Bulgaria      | 0   | 1       | 1      | 2      |
| 19     | Spagna        | 0   | 1       | 0      | 1      |
| 19     | Lettonia      | 0   | 1       | 0      | 1      |
| 19     | Cipro         | 0   | 1       | 0      | 1      |
| 19     | Armenia       | 0   | 1       | 0      | 1      |
| 23     | Serbia        | 0   | 0       | 1      | 1      |
| 23     | Portogallo    | 0   | 0       | 1      | 1      |
| Totale | Totale        | 30  | 30      | 30     | 90     |